# 라르고 윈치

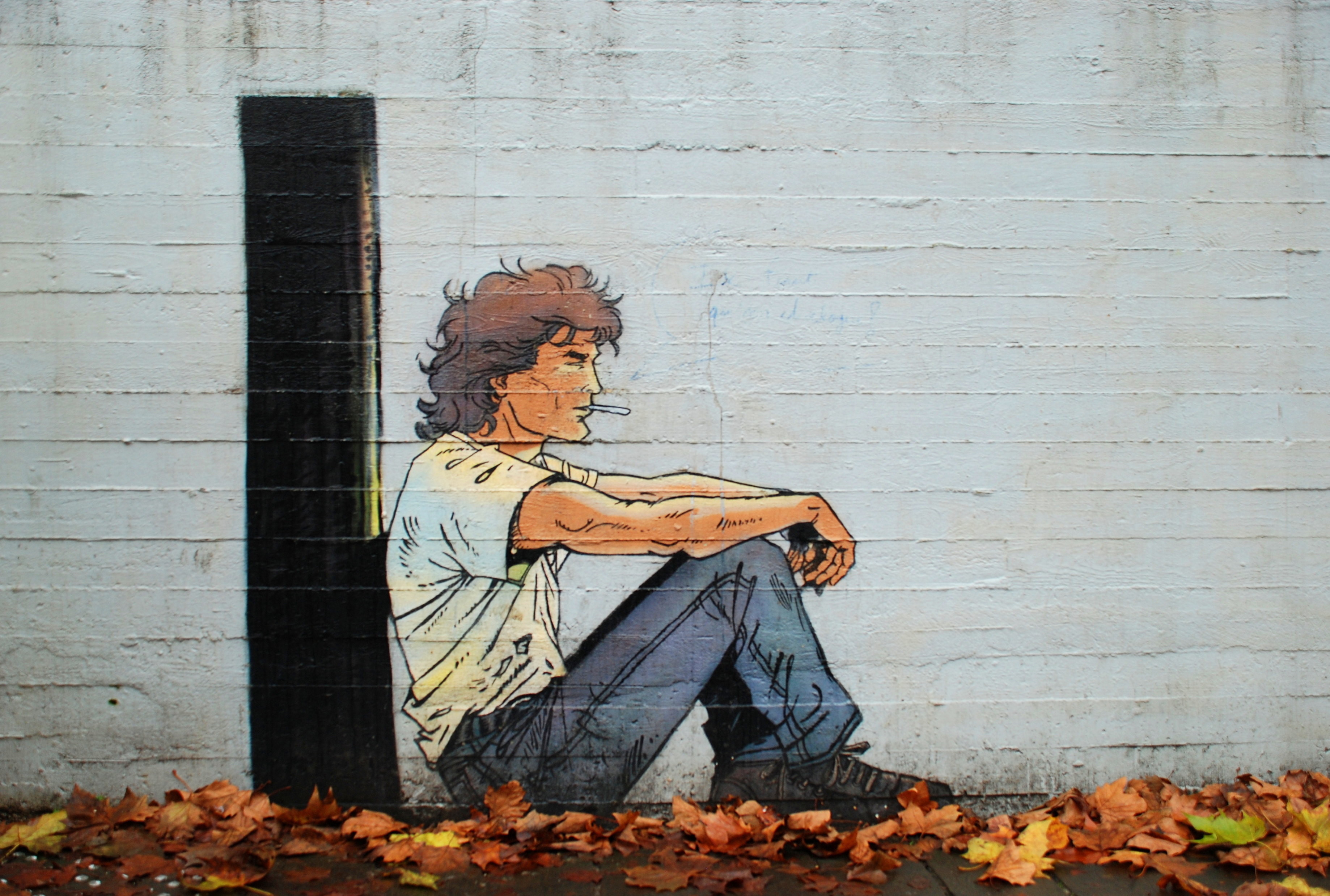

라르고 윈치(Largo Winch)는 장 반 암므 작가, 필립 프랑크 그림의 벨기에 만화이다. 비디오 게임으로도 출시되었다.